# Torneo Apertura 2018 (Guatemala)
El Torneo Apertura 2018 fue el 39.º torneo corto del fútbol guatemalteco, iniciando la temporada 2018-19 de la Liga Nacional de Fútbol de Guatemala.  Deportivo Chiantla y Deportivo Iztapa lograron su ascenso a la liga mayor llegando a la final tanto en el torneo Apertura 2017 y el torneo Clausura 2018 de la liga Primera División dándoles acceso directo sin necesidad de jugar el playoff por el ascenso.

## Sistema de competición
El torneo se divide en dos partes:
- Fase de clasificación: Formado por los 132 partidos en las 22 jornadas disputadas.
- Fase final: Reclasificación a semifinales, semifinales y final

### Fase de clasificación
Los 12 equipos participantes jugarán una ronda clasificatoria de todos contra todos en visita recíproca, terminando en 22 fechas de 6 partidos cada una, para un total de 132 partidos clasificatorios. Se utiliza un sistema de puntos, que se presenta así:
- Por victoria, se obtendrán 3 puntos.
- Por empate, se obtendrá 1 punto.
- Por derrota no se obtendrán puntos.

Al finalizar las 22 jornadas, la tabla se ordenará con base en los clubes que hayan obtenido la mayoría de puntos, en caso de empates, se toman los siguientes criterios:
1. Puntos
2. Puntos obtenidos entre los equipos empatados
3. Diferencial de goles
4. Goles anotados
5. Goles anotados en condición visitante.

### Fase final
Mientras el primero y segundo lugar clasifican directamente a las semifinales, los cuatro equipos restantes se enfrentan en un playoff para obtener los últimos dos cupos a semifinales, de la siguiente manera:
3° vs 6°
4° vs 5°
Los equipos ganadores clasificarán a las semifinales, enfrentándose al primer y segundo lugar de la ronda clasificatoria, de la siguiente forma:
1° vs 5°/6°
2° vs 3°/4°
Los clubes vencedores en los partidos de playoffs y semifinales serán aquellos que en los dos juegos anoten el mayor número de goles. De existir empate en el número de goles anotados, la posición se definirá a favor del club con mayor cantidad de goles a favor cuando actúe como visitante.
Si una vez aplicado el criterio anterior los clubes siguieran empatados, se observará la posición de los clubes en la tabla general de clasificación.
Los ganadores de las semifinales se enfrentarán en la Gran Final, disputándose a ida y vuelta, el mejor clasificado entre los finalistas jugará el último partido en su estadio.

## Equipos

### Equipos participantes
| Equipo         | Entrenador        | Ciudad                          | Estadio               | Capacidad | Fundación      | Patrocinador      | Uniforme        | Televisora |
| -------------- | ----------------- | ------------------------------- | --------------------- | --------- | -------------- | ----------------- | --------------- | ---------- |
| Antigua GFC    | Mauricio Tapia    | Antigua Guatemala, Sacatepéquez | Pensativo             | 10 000    | 1959 (65 años) | Horcalsa          | Nino Sportswear |            |
| Chiantla       | Marvin Hernández  | Chiantla, Huehuetenango         | Los Cuchumatanes      | 5 510     | 1980 (45 años) | Banrural          | Unitex          |            |
| Cobán Imperial | Fabricio Benítez  | Cobán, Alta Verapaz             | José Ángel Rossi      | 15 600    | 1936 (88 años) | Bantrab           | Demos Pro       |            |
| Comunicaciones | William Olivera   | Ciudad de Guatemala             | Cementos Progreso     | 17 000    | 1991 (33 años) | Bantrab           | Puma            | Albavisión |
| Guastatoya     | Amarini Villatoro | Guastatoya, El Progreso         | David Cordón Hichos   | 3 100     | 2010 (14 años) | Banrural          | Demos Pro       | Albavisión |
| Iztapa         | Francisco Melgar  | Iztapa, Escuintla               | Armando Barillas      | 10 750    |                | Banrural          | Nevimar         |            |
| Malacateco     | Ronald Gómez      | Malacatán, San Marcos           | Santa Lucía           | 9 500     | 1962 (62 años) | Muni Malacatán    | Nevimar         | Albavisión |
| Municipal      | Hernán Medford    | Ciudad de Guatemala             | El Trébol             | 10 000    | 1936 (88 años) | Pepsi             | Umbro           | Albavisión |
| Petapa         | Rafael Loredo     | San Miguel Petapa, Guatemala    | Julio A. Cóbar        | 7 500     | 1979 (45 años) | Banrural          | Freedom         |            |
| Sanarate       | Pablo Centrone    | Sanarate, El Progreso           | Municipal de Sanarate | 3 500     | 1958 (67 años) | Cementos Progreso | Demos Pro       |            |
| Siquinalá      | Keny Colindres    | Siquinalá, Escuintla            | Mateo Sicay Paz       | 2 500     | 2004 (20 años) | Muni Siqui        | Milán           |            |
| Xelajú         | Ramiro Cepeda     | Quetzaltenango, Quetzaltenango  | Mario Camposeco       | 11,220    | 1942 (82 años) | Pepsi             | MR              |            |

### Equipos por departamento
| Departamento   | N.º | Equipos                           |
| -------------- | --- | --------------------------------- |
| Guatemala      | 3   | Comunicaciones, Municipal, Petapa |
| El Progreso    | 2   | Guastatoya, Sanarate              |
| Escuintla      | 2   | Siquinalá, Iztapa                 |
| San Marcos     | 1   | Malacateco                        |
| Alta Verapaz   | 1   | Cobán Imperial                    |
| Quetzaltenango | 1   | Xelajú                            |
| Sacatepéquez   | 1   | Antigua                           |
| Huehuetenango  | 1   | Deportivo Chiantla                |

### Ascensos y descensos
Doce equipos disputarán el Torneo Apertura 2018, diez de ellos participaron en el Torneo Clausura 2018 (Guatemala), mientras otros dos son ascendidos de la Primera División de Guatemala (Primera División de Ascenso), quienes tomaron las dos plazas de los dos equipos que obtuvieron menor puntuación en la tabla acumulada de la temporada pasada.
| Pos. | Descendidos de Liga Nacional de Fútbol de Guatemala 2017-18 |
| ---- | ----------------------------------------------------------- |
| 11°  | Club Social y Deportivo Suchitepéquez                       |
| 12°  | Deportivo Marquense                                         |

| Pos. | Ascendidos de Primera División de Guatemala 2017-2018 |
| ---- | ----------------------------------------------------- |
| 1º   | Deportivo Chiantla                                    |
| 2º   | Deportivo Iztapa                                      |

## Clasificación
|  | Pos. | Equipos        | PJ | PG | PE | PP | GF | GC | Dif. | PTS | Clasificación        |
|  | ---- | -------------- | -- | -- | -- | -- | -- | -- | ---- | --- | -------------------- |
|  | 1º   | Guastatoya     | 22 | 13 | 5  | 4  | 34 | 11 | 23   | 44  | Semifinales          |
|  | 2º   | Xelajú MC      | 22 | 11 | 7  | 4  | 28 | 17 | 11   | 40  | Semifinales          |
|  | 3º   | Comunicaciones | 22 | 11 | 5  | 6  | 28 | 16 | 12   | 38  | Acceso a semifinales |
|  | 4º   | Malacateco     | 22 | 11 | 5  | 6  | 38 | 32 | 6    | 38  | Acceso a semifinales |
|  | 5º   | Cobán Imperial | 22 | 10 | 6  | 6  | 28 | 20 | 8    | 36  | Acceso a semifinales |
|  | 6º   | Antigua GFC    | 22 | 9  | 7  | 6  | 24 | 24 | 0    | 34  | Acceso a semifinales |
|  | 7º   | Siquinalá      | 22 | 7  | 9  | 6  | 31 | 32 | -1   | 30  |                      |
|  | 8º   | Municipal      | 22 | 8  | 4  | 10 | 26 | 30 | -4   | 28  |                      |
|  | 9°   | Iztapa         | 22 | 6  | 7  | 9  | 23 | 28 | -5   | 25  |                      |
|  | 10º  | Sanarate       | 22 | 4  | 7  | 11 | 21 | 35 | -14  | 19  |                      |
|  | 11º  | Petapa         | 22 | 3  | 7  | 12 | 18 | 31 | -13  | 16  |                      |
|  | 12º  | Chiantla       | 22 | 2  | 5  | 15 | 15 | 38 | -23  | 11  |                      |
|  |      |                |    |    |    |    |    |    |      |     |                      |

|  |

## Resultados
- Los horarios corresponden al huso horario de Guatemala: UTC-6 en horario estándar

### Primera vuelta
| Siquinalá  | 1 - 1 | Antigua GFC    | Mateo Sicay Paz       | 28 de julio de 2018 | 12:00 |
| Xelajú MC  | 1 - 1 | Comunicaciones | Mario Camposeco       | 28 de julio de 2018 | 20:00 |
| Sanarate   | 2 - 2 | Petapa         | Municipal de Sanarate | 29 de julio de 2018 | 11:00 |
| Municipal  | 1 - 0 | Cobán Imperial | Manuel Felipe Carrera | 29 de julio de 2018 | 11:00 |
| Malacateco | 0 - 0 | Guastatoya     | Santa Lucía           | 29 de julio de 2018 | 12:00 |
| Chiantla   | 1 - 1 | Iztapa         | Los Cuchumatanes      | 29 de julio de 2018 | 13:30 |

| Petapa         | 1 - 2 | Malacateco | Julio Armando Cobar | 3 de agosto de 2018 |  |
| Iztapa         | 4 - 1 | Sanarate   | Pedro Coronado      | 4 de agosto de 2018 |  |
| Comunicaciones | 2 - 0 | Chiantla   | Cementos Progreso   | 4 de agosto de 2018 |  |
| Cobán Imperial | 1 - 2 | Xelajú MC  | José Ángel Rossi    | 4 de agosto de 2018 |  |
| Guastatoya     | 1 - 0 | Siquinalá  | David Cordón Hichos | 5 de agosto de 2018 |  |
| Antigua GFC    | 1 - 0 | Municipal  | Pensativo           | 5 de agosto de 2018 |  |

| Siquinalá      | 2 - 2 | Petapa         | Mateo Sicay Paz       | 11 de agosto de 2018 | 12:00 |
| Cobán Imperial | 1 - 0 | Antigua GFC    | José Ángel Rossi      | 11 de agosto de 2018 | 19:00 |
| Sanarate       | 0 - 1 | Comunicaciones | Municipal de Sanarate | 12 de agosto de 2018 | 11:00 |
| Municipal      | 0 - 2 | Guastatoya     | Manuel Felipe Carrera | 12 de agosto de 2018 | 11:00 |
| Malacateco     | 0 - 0 | Iztapa         | Santa Lucía           | 12 de agosto de 2018 | 12:00 |
| Chiantla       | 1- 0  | Xelajú MC      | Los Cuchumatanes      | 12 de agosto de 2018 | 13:30 |

| Xelajú MC      | 0 - 0 | Antigua GFC    | Mario Camposeco     | 15 de agosto de 2018 | 20:00 |
| Petapa         | 0 - 1 | Municipal      | Julio Armando Cobar | 17 de agosto de 2018 | 20:00 |
| Iztapa         | 1 - 1 | Siquinalá      | Pedro Coronado      | 18 de agosto de 2018 | 13:00 |
| Comunicaciones | 4 - 0 | Malacateco     | Cementos Progreso   | 18 de agosto de 2018 | 18:00 |
| Chiantla       | 0 - 0 | Sanarate       | Los Cuchumatanes    | 19 de agosto de 2018 | 13:30 |
| Guastatoya     | 2 - 2 | Cobán Imperial | David Cordón Hichos | 19 de agosto de 2018 | 14:30 |

| Siquinalá      | 0 - 2 | Comunicaciones | Mateo Sicay Paz       | 25 de agosto de 2018 | 12:00 |
| Cobán Imperial | 2 - 0 | Petapa         | José Ángel Rossi      | 25 de agosto de 2018 | 19:00 |
| Sanarate       | 0 - 1 | Xelajú MC      | Municipal de Sanarate | 26 de agosto de 2018 | 11:00 |
| Municipal      | 1 - 3 | Iztapa         | Manuel Felipe Carrera | 26 de agosto de 2018 | 11:00 |
| Antigua GFC    | 3 - 1 | Guastatoya     | Pensativo             | 26 de agosto de 2018 | 11:30 |
| Malacateco     | 5 - 0 | Chiantla       | Santa Lucía           | 26 de agosto de 2018 | 12:00 |

| Iztapa         | 2 - 1 | Cobán Imperial | Pedro Coronado         | 29 de agosto de 2018 | 14:00 |
| Sanarate       | 1 - 1 | Malacateco     | Municipal de Sanarate  | 29 de agosto de 2018 | 15:00 |
| Comunicaciones | 0 - 0 | Municipal      | Doroteo Guamuch Flores | 29 de agosto de 2018 | 20:00 |
| Xelajú MC      | 1 - 0 | Guastatoya     | Mario Camposeco        | 29 de agosto de 2018 | 20:00 |
| Chiantla       | 0 - 0 | Siquinalá      | Los Cuchumatanes       | 29 de agosto de 2018 | 20:00 |
| Petapa         | 0 - 1 | Antigua GFC    | Julio Armando Cobar    | 30 de agosto de 2018 | 19:00 |

| Cobán Imperial | 0 - 3 | Comunicaciones | José Ángel Rossi      | 1 de septiembre de 2018 | 19:00 |
| Municipal      | 1 - 0 | Chiantla       | Manuel Felipe Carrera | 2 de septiembre de 2018 | 11:00 |
| Antigua GFC    | 1 - 0 | Iztapa         | Pensativo             | 2 de septiembre de 2018 | 11:30 |
| Siquinalá      | 4 - 3 | Sanarate       | Mateo Sicay Paz       | 2 de septiembre de 2018 | 12:00 |
| Malacateco     | 2 - 1 | Xelajú MC      | Santa Lucía           | 2 de septiembre de 2018 | 12:00 |
| Guastatoya     | 1 - 0 | Petapa         | David Cordón Hichos   | 2 de septiembre de 2018 | 14:30 |

| Xelajú MC      | 2 - 1 | Petapa         | Mario Camposeco       | 8 de septiembre de 2018 | 20:00 |
| Malacateco     | 3 - 3 | Siquinalá      | Santa Lucía           | 9 de septiembre de 2018 | 12:00 |
| Chiantla       | 0 - 1 | Cobán Imperial | Los Cuchumatanes      | 9 de septiembre de 2018 | 13:30 |
| Iztapa         | 0 - 4 | Guastatoya     | Pedro Coronado        | 3 de octubre de 2018    | 13:00 |
| Sanarate       | 0 - 1 | Municipal      | Municipal de Sanarate | 3 de octubre de 2018    | 15:00 |
| Comunicaciones | 1 - 1 | Antigua GFC    | Cementos Progreso     | 3 de octubre de 2018    | 20:00 |

| Petapa         | 0 - 0 | Iztapa         | Julio Armando Cobar   | 14 de septiembre de 2018 | 20:00 |
| Siquinalá      | 2 - 2 | Xelajú MC      | Mateo Sicay Paz       | 15 de septiembre de 2018 | 12:00 |
| Cobán Imperial | 0 - 0 | Sanarate       | José Ángel Rossi      | 15 de septiembre de 2018 | 19:00 |
| Municipal      | 3 - 4 | Malacateco     | Manuel Felipe Carrera | 16 de septiembre de 2018 | 11:00 |
| Antigua GFC    | 2 - 2 | Chiantla       | Pensativo             | 16 de septiembre de 2018 | 11:30 |
| Guastatoya     | 2 - 0 | Comunicaciones | David Cordón Hichos   | 16 de septiembre de 2018 | 14:30 |

| Siquinalá      | 2 - 2 | Municipal      | Mateo Sicay Paz       | 22 de septiembre de 2018 | 12:00 |
| Comunicaciones | 1 - 1 | Petapa         | Cementos Progreso     | 22 de septiembre de 2018 | 18:00 |
| Xelajú MC      | 1 - 0 | Iztapa         | Mario Camposeco       | 22 de septiembre de 2018 | 20:00 |
| Sanarate       | 2 - 3 | Antigua GFC    | Municipal de Sanarate | 23 de septiembre de 2018 | 11:00 |
| Malacateco     | 2 - 2 | Cobán Imperial | Santa Lucía           | 23 de septiembre de 2018 | 12:00 |
| Chiantla       | 0 - 3 | Guastatoya     | Los Cuchumatanes      | 23 de septiembre de 2018 | 13:30 |

| Municipal      | 3 - 1 | Xelajú MC      | Manuel Felipe Carrera | 26 de septiembre de 2018 | 12:30 |
| Iztapa         | 2 - 0 | Comunicaciones | Pedro Coronado        | 26 de septiembre de 2018 | 14:00 |
| Guastatoya     | 3 - 0 | Sanarate       | David Cordón Hichos   | 26 de septiembre de 2018 | 16:00 |
| Cobán Imperial | 2 - 1 | Siquinalá      | José Ángel Rossi      | 26 de septiembre de 2018 | 19:00 |
| Petapa         | 1 - 0 | Chiantla       | Julio Armando Cobar   | 26 de septiembre de 2018 | 21:00 |
| Antigua GFC    | 2 - 1 | Malacateco     | Pensativo             | 27 de septiembre de 2018 | 15:30 |

- Los horarios corresponden al huso horario de Guatemala: UTC-6 en horario estándar

### Segunda vuelta
| Petapa         | 0 - 2 | Sanarate   | Julio Armando Cobar | 28 de septiembre de 2018 | 20:00 |
| Iztapa         | 1 - 1 | Chiantla   | Pedro Coronado      | 29 de septiembre de 2018 | 13:00 |
| Comunicaciones | 1 - 2 | Xelajú MC  | Cementos Progreso   | 29 de septiembre de 2018 | 18:00 |
| Cobán Imperial | 2 - 0 | Municipal  | José Ángel Rossi    | 29 de septiembre de 2018 | 19:00 |
| Antigua GFC    | 0 - 0 | Siquinalá  | Pensativo           | 28 de septiembre de 2018 | 11:30 |
| Guastatoya     | 3 - 1 | Malacateco | David Cordón Hichos | 28 de septiembre de 2018 | 14:30 |

| Siquinalá  | 0 - 0 | Guastatoya     | Mateo Sicay Paz       | 6 de octubre de 2018 | 12:00 |
| Xelajú MC  | 1 - 1 | Cobán Imperial | Mario Camposeco       | 6 de octubre de 2018 | 20:00 |
| Sanarate   | 3 - 3 | Iztapa         | Municipal de Sanarate | 7 de octubre de 2018 | 11:00 |
| Municipal  | 1 - 1 | Antigua GFC    | Manuel Felipe Carrera | 7 de octubre de 2018 | 11:00 |
| Malacateco | 2 - 1 | Petapa         | Santa Lucía           | 7 de octubre de 2018 | 12:00 |
| Chiantla   | 0 - 2 | Comunicaciones | Los Cuchumatanes      | 7 de octubre de 2018 | 13:30 |

| Petapa         | 1 - 3 | Siquinalá      | Julio Armando Cobar | 12 de octubre de 2018 | 20:00 |
| Iztapa         | 0 - 2 | Malacateco     | Pedro Coronado      | 13 de octubre de 2018 | 13:00 |
| Comunicaciones | 1 - 0 | Sanarate       | Cementos Progreso   | 13 de octubre de 2018 | 18:00 |
| Xelajú MC      | 3 - 1 | Chiantla       | Mario Camposeco     | 13 de octubre de 2018 | 20:00 |
| Antigua GFC    | 1 - 2 | Cobán Imperial | Pensativo           | 14 de octubre de 2018 | 11:30 |
| Guastatoya     | 2 - 0 | Municipal      | David Cordón Hichos | 14 de octubre de 2018 | 14:30 |

| Siquinalá      | 1 - 0 | Iztapa         | Mateo Sicay Paz       | 20 de octubre de 2018 |  |
| Cobán Imperial | 0 - 1 | Guastatoya     | José Ángel Rossi      | 20 de octubre de 2018 |  |
| Municipal      | 1 - 0 | Petapa         | Manuel Felipe Carrera | 21 de octubre de 2018 |  |
| Sanarate       | 1 - 0 | Chiantla       | Municipal de Sanarate | 21 de octubre de 2018 |  |
| Antigua GFC    | 0 - 0 | Xelajú MC      | Pensativo             | 21 de octubre de 2018 |  |
| Malacateco     | 1- 0  | Comunicaciones | Santa Lucía           | 21 de octubre de 2018 |  |

| Petapa         | 1 - 1 | Cobán Imperial | Julio Armando Cobar | 26 de octubre de 2018 |  |
| Iztapa         | 1 - 0 | Municipal      | Pedro Coronado      | 27 de octubre de 2018 |  |
| Comunicaciones | 3 - 1 | Siquinalá      | Cementos Progreso   | 27 de octubre de 2018 |  |
| Xelajú MC      | 4 - 1 | Sanarate       | Mario Camposeco     | 27 de octubre de 2018 |  |
| Chiantla       | 0 - 1 | Malacateco     | Los Cuchumatanes    | 28 de octubre de 2018 |  |
| Guastatoya     | 3 - 0 | Antigua GFC    | David Cordón Hichos | 28 de octubre de 2018 |  |

| Malacateco     | 3 - 0 | Sanarate       | Santa Lucía             | 31 de octubre de 2018 |  |
| Siquinalá      | 4 - 3 | Chiantla       | Mateo Sicay Paz         | 31 de octubre de 2018 |  |
| Guastatoya     | 0 - 0 | Xelajú MC      | David Cordón Hichos     | 31 de octubre de 2018 |  |
| Antigua GFC    | 1 - 2 | Petapa         | Pensativo               | 31 de octubre de 2018 |  |
| Cobán Imperial | 2 - 1 | Iztapa         | José Ángel Rossi        | 31 de octubre de 2018 |  |
| Municipal      | 2 - 0 | Comunicaciones | Doroteo Guamuch Flores* | 31 de octubre de 2018 |  |

| Petapa         | 1 - 1 | Guastatoya     | Julio Armando Cobar   | 2 de noviembre de 2018 |  |
| Iztapa         | 0 - 2 | Antigua GFC    | Pedro Coronado        | 3 de noviembre de 2018 |  |
| Comunicaciones | 0 - 2 | Cobán Imperial | Cementos Progreso     | 3 de noviembre de 2018 |  |
| Xelajú MC      | 1 - 0 | Malacateco     | Mario Camposeco       | 3 de noviembre de 2018 |  |
| Chiantla       | 2 - 3 | Municipal      | Los Cuchumatanes      | 4 de noviembre de 2018 |  |
| Sanarate       | 2 - 0 | Siquinalá      | Municipal de Sanarate | 4 de noviembre de 2018 |  |

| Siquinalá      | 3 - 0 | Malacateco     | Mateo Sicay Paz       | 7 de noviembre de 2018 |  |
| Municipal      | 1 - 1 | Sanarate       | Manuel Felipe Carrera | 7 de noviembre de 2018 |  |
| Antigua GFC    | 0 - 3 | Comunicaciones | Pensativo             | 7 de noviembre de 2018 |  |
| Guastatoya     | 3 - 0 | Iztapa         | David Cordón Hichos   | 7 de noviembre de 2018 |  |
| Petapa         | 1 - 0 | Xelajú MC      | Julio Armando Cobar   | 7 de noviembre de 2018 |  |
| Cobán Imperial | 2 - 0 | Chiantla       | José Ángel Rossi      | 8 de noviembre de 2018 |  |

| Iztapa         | 3 - 1 | Petapa         | Pedro Coronado        | 10 de noviembre de 2018 |  |
| Sanarate       | 1 - 1 | Cobán Imperial | Municipal de Sanarate | 10 de noviembre de 2018 |  |
| Comunicaciones | 1 - 0 | Guastatoya     | Cementos Progreso     | 10 de noviembre de 2018 |  |
| Xelajú MC      | 3 - 0 | Siquinalá      | Mario Camposeco       | 10 de noviembre de 2018 |  |
| Malacateco     | 5 - 4 | Municipal      | Santa Lucía           | 11 de noviembre de 2018 |  |
| Chiantla       | 1 - 2 | Antigua GFC    | Los Cuchumatanes      | 11 de noviembre de 2018 |  |

| Iztapa         | 1 - 1 | Xelajú MC      | Pedro Coronado        | 17 de noviembre de 2018 |  |
| Antigua GFC    | 2 - 0 | Sanarate       | Pensativo             | 18 de noviembre de 2018 |  |
| Petapa         | 1 - 1 | Comunicaciones | Julio Armando Cobar   | 21 de noviembre de 2018 |  |
| Municipal      | 1 - 2 | Siquinalá      | Manuel Felipe Carrera | 21 de noviembre de 2018 |  |
| Guastatoya     | 2 - 1 | Chiantla       | David Cordón Hichos   | 22 de noviembre de 2018 |  |
| Cobán Imperial | 3 - 0 | Malacateco     | José Ángel Rossi      | 22 de noviembre de 2018 |  |

| Comunicaciones | 1 - 0 | Iztapa         | Cementos Progreso     | 25 de noviembre de 2018 |  |
| Chiantla       | 2 - 1 | Petapa         | Los Cuchumatanes      | 25 de noviembre de 2018 |  |
| Siquinalá      | 1 - 0 | Cobán Imperial | Mateo Sicay Paz       | 25 de noviembre de 2018 |  |
| Xelajú MC      | 1 - 0 | Municipal      | Mario Camposeco       | 25 de noviembre de 2018 |  |
| Sanarate       | 1 - 0 | Guastatoya     | Municipal de Sanarate | 25 de noviembre de 2018 |  |
| Malacateco     | 3 - 0 | Antigua GFC    | Santa Lucía           | 25 de noviembre de 2018 |  |

## Líderes individuales

### Trofeo Juan Carlos Plata
| N.º | Jugador               | Goles | Equipo         |
| --- | --------------------- | ----- | -------------- |
|     | Agustín Herrera       | 12    | Antigua GFC    |
| 2   | Abraham Darío Carreño | 10    | Comunicaciones |
| 3   | José Martínez         | 10    | Municipal      |

### Trofeo Josue Danny Ortiz
| N.º | Jugador       | Minutos | Goles | Promedio | Equipo         |
| --- | ------------- | ------- | ----- | -------- | -------------- |
|     | José Calderón | 1170    | 10    | 0.53     | Guastatoya     |
| 2   | Bernardo Long | 1800    | 14    | 0.70     | Xelajú MC      |
| 3   | Javier Irazún | 1890    | 15    | 0.71     | Comunicaciones |

## Fase Final
|  | Clasificación a Semifinales | Clasificación a Semifinales | Clasificación a Semifinales | Clasificación a Semifinales | Clasificación a Semifinales |  |  | Semifinales | Semifinales    | Semifinales | Semifinales | Semifinales |  |  | Final | Final          | Final | Final | Final |
|  |                             |                             |                             |                             |                             |  |  |             |                |             |             |             |  |  |       |                |       |       |       |
|  |                             |                             |                             |                             |                             |  |  |             | Guastatoya     | 2           | 0           | 3           |  |  |       |                |       |       |       |
|  | 4                           | Malacateco                  | 2                           | 2                           | 4                           |  |  |             | Cobán Imperial | 2           | 1           | 2           |  |  |       |                |       |       |       |
|  | 5                           | Cobán Imperial              | 2                           | 3                           | 5                           |  |  |             |                |             |             |             |  |  |       | Guastatoya     | 2     | 1     | 3     |
|  |                             |                             |                             |                             |                             |  |  |             |                |             |             |             |  |  |       | Comunicaciones | 1     | 1     | 2     |
|  |                             |                             |                             |                             |                             |  |  |             | Xelajú MC      | 1           | 2           | 3           |  |  |       |                |       |       |       |
|  | 3                           | Comunicaciones              | 1                           | 0                           | 1                           |  |  |             | Comunicaciones | 4           | 0           | 4           |  |  |       |                |       |       |       |
|  | 6                           | Antigua GFC                 | 0                           | 0                           | 0                           |  |  |             |                |             |             |             |  |  |       |                |       |       |       |

| Campeón - Apertura 2018 |
|                         |
| 'Guastatoya' 2° Título  |